# Scorpaenodes quadrispinosus
Scorpaenodes quadrispinosus là một loài cá biển thuộc chi Scorpaenodes trong họ Cá mù làn. Loài này được mô tả lần đầu tiên vào năm 2002.

## Từ nguyên
Từ định danh quadrispinosus được ghép bởi hai âm tiết trong tiếng Latinh: quattuor ("bốn") và spinosus ("đầy gai"), hàm ý đề cập đến 4 ngạnh dưới ổ mắt, là đặc trưng của loài cá này.

## Phân bố và môi trường sống
S. quadrispinosus có phân bố rãi ở Đông Ấn - Tây Thái. Ban đầu, S. quadrispinosus chỉ được biết đến tại đảo Enewetak (quần đảo Marshall) và Fiji, sau đó phạm vi của chúng mở rộng về phía tây đến Papua New Guinea, xa hơn đến đảo Giáng Sinh, phía bắc đến quần đảo Ryukyu và đảo Đài Loan, xa nhất ở phía đông đến đảo Rapa Iti.
S. quadrispinosus sống trên các rạn san hô ở độ sâu đến ít nhất là 12 m.

## Mô tả
Chiều dài cơ thể lớn nhất được ghi nhận ở S. quadrispinosus là gần 10 cm. Loài này có màu hồng nhạt đến màu đỏ sẫm, với 4 sọc dọc màu sẫm mờ ở hai bên thân. Trên má có các vạch màu sẫm quanh mắt. Tất cả các vây, ngoại trừ phần gai của vây lưng, có màu hồng đến đỏ nhạt, lốm đốm các chấm nhỏ màu đỏ hoặc đen trên tia. Gốc vây đuôi có dải đỏ bao quanh.
Số gai vây lưng: 13–14; Số tia vây lưng: 10–11; Số gai vây hậu môn: 3; Số tia vây hậu môn: 5–6; Số gai vây bụng: 1; Số tia vây bụng: 5; Số tia vây ngực: 16–18.